# كين بيري (لاعب هوكي الجليد)
كين بيري هو لاعب هوكي الجليد كندي، ولد في 21 يونيو 1960 في برنابي في كندا.

## وصلات خارجية
- كين بيري على موقع دوري الهوكي الوطني (الإنجليزية)
- كين بيري على موقع EliteProspects.com (الإنجليزية)
- كين بيري على موقع HockeyDB.com (الإنجليزية)
- كين بيري على موقع Hockey-Reference.com (الإنجليزية)
- كين بيري على موقع أوليمبيديا (الإنجليزية)